# August Feurer
Friedrich August Feurer (* 2. Februar 1873 in Heidenheim; † 25. September 1943 in Ludwigsburg) war ein württembergischer Oberamtmann.

## Leben
Feurer, Sohn eines Stadtbaumeisters und evangelischer Konfession, studierte Rechtswissenschaften in Tübingen. Er war Mitglied der Studentenverbindung AV Virtembergia Tübingen. 1897 legte er die erste und 1899 die zweite höhere Dienstprüfung ab.
1899 trat er in die württembergische Innenverwaltung ein. 1904 wurde er Amtmann beim Oberamt Weinsberg, wobei er 1914 für drei Monate als Kollegialhilfsarbeiter bei der Ministerialabteilung für Straßen- und Wasserbau verwendet wurde. Anschließend leistete er von 1914 bis 1918 Kriegsdienst. 1916 erhielt er den Titel Oberregierungsassessor. Ab dem 1. Oktober 1918 wurde er als Vorstand der Landesbekleidungsstelle Württemberg verwendet. Er übernahm am 28. April 1919 als Amtsverweser die Leitung des Oberamts Öhringen und einen Tag später wurde er zum Oberamtmann und Oberamtsvorstand in Künzelsau ernannt, wobei er in Öhringen weiter verwendet wurde. 1920 wurde er zunächst im Innenministerium als stellvertretender Berichterstatter des Geschäftsteils III (Polizeiabteilung) verwendet und danach wurde er Oberamtsvorstand in Öhringen, wobei er zunächst im Innenministerium weiter verwendet und anschließend Landeskommissar für die Entwaffnung der Zivilbevölkerung wurde. 1921 trat er seinen Dienst als Oberamtsvorstand in Öhringen an. Von 1922 bis 1933 leitete er als Oberamtmann das Oberamt Göppingen. Nach Angriffen der Göppinger NSDAP übernahm er als Landrat die Leitung des Oberamts Ludwigsburg, bis er 1938 in den Ruhestand trat. 1939 war Amtsverweser in Heilbronn und 1940 mehrfach Vertreter der Kreispolizeibehörde bei den Musterungen und Aushebungsgeschäften in den Kreisen Heilbronn und Horb. 1941 wurde er als Widerrufsbeamter mit der Amtsbezeichnung Landrat im Innenministerium als Berichterstatter im Geschäftsteil IIIa (Polizeiabteilung) wiederverwendet.
Von 1920 bis 1920 war er Mitglied der DNVP. Er war kein Mitglied der NSDAP.